# Great Highland bagpipe

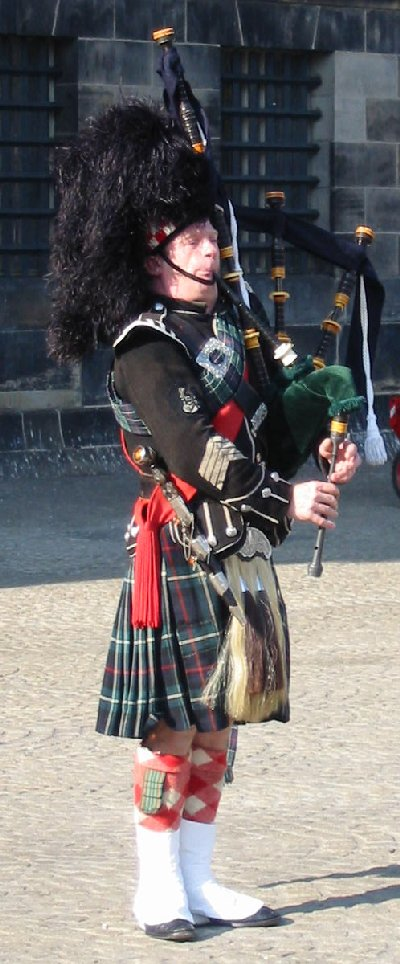
Gaita das Highlands

Gaita das highlands, gaita de foles das terras altas em português, gaita da Escócia, gaita escocesa ou piob mhor talvez seja a mais famosa entre todas as gaitas-de-fole. Além da fama, está entre as gaitas tradicionais mais potentes, senão a de potência sonora maior.

## Terminologia
Apesar de extremamente popular entre os países lusófonos, o termo gaita escocesa pode ser considerado no mínimo impreciso. Há na Escócia inúmeras outras gaitas para além da gaita das Highlands, como a smallpipes escocesa, a gaita das Bordas, a shuttle pipes e a parlour pipes, além de outras smallpipes.

## Origens
Como haveria de ser, essa discussão é polêmica entre historiadores (e principalmente entre gaiteiros). Inicialmente pela forma como o instrumento chegou aos povos localizados nas regiões em torno do Mar do Norte. Enquanto alguns defendem ter sido o Império Romano o proliferador, trazendo o instrumento das regiões mediterrânicas, outros crêem que muito antes disso havia um rico intercâmbio cultural entre povos setentrionais e mediterrânicos.
Acredita-se que até meados do século XVI utilizava-se na Escócia uma gaita similar, porém de bordão tenor único. Para alguns, uma configuração próxima à atual (com um bordão baixo e dois tenores) tenha surgido inicialmente na Irlanda, denominada Irish Warpipes ou simplesmente Warpipes (alcunha essa hoje muito usada tanto na Irlanda quanto Escócia), e rapidamente absorvida pela população escocesa, em especial as localizadas em regiões ermas como as Terras Altas. Claro que é apenas uma hipótese como tantas outras.

### Trajetória
Sempre popular entre o povo escocês, a gaita das Highlands não chegou a sofrer, a exemplo doutros modelos de gaita-de-fole, uma decadência tão acentuada de sua popularidade a partir do período barroco; apesar de gradativamente se restringir novamente à região das Terras Altas. Isso se deve, principalmente, por ser incorporada como instrumento militar pelos próprios regimentos ingleses já a partir do século XVII. O movimento romântico, com pretensões duma retomada dum passado tradicional e idílico ao modo burguês, encontrou forte apelo na cultura escocesa (que por sinal se estende até hoje), e desde então a gaita das Highlands torna a ostentar uma imagem de "instrumento erudito". Foi justamente durante a era do Império Britânico que o instrumento foi disseminado pelo globo, e hoje a encontramos tocadas em regiões improváveis, especialmente o Oriente Médio, sendo elas antigas colônias britânicas.
O início de seu uso nas frentes de batalhas a incentivar os soldados é desconhecido, mas há registros conhecidos de regimentos com gaitas e percussão já a partir do século XVII – a provável origem das bandas regimentais (ou pipe bands). Uma inverdade a esse respeito é sobre a suposta proibição do uso da gaita das Highlands em solo britânico após o levante jacobita de 1745 por ser considerado um instrumento de guerra, visto que nada consta no Ato de Proscrição editado em 1746 em represália aos clãs escoceses. Isso não exime o fato de que muitos gaiteiros foram executados pelo governo inglês.
Após as duas guerras mundias, eventos nos quais se utilizaram pela última vez os gaiteiros no fronte de batalha da forma "clássica", sente-se a necessidade de atrair jovens para a formação de novos gaiteiros. Assim, formalizam-se as bandas regimentais (pipe bands) e inciam-se os primeiros campeonatos oficiais entre bandas, tudo sob a égide de estatutos controlados por um conselho oficial.

## Morfologia
A gaita das Highlands sofreu mudanças até chegar ao modelo atual. A partir do momento em que temos a configuração básica de três bordões (um baixo e dois tenores), e uma cantadeira cônica a utilizar palheta dupla, as maiores diferenças concernem pormenores estéticos exteriores e quanto à sua afinação.
Apesar de se manter como um instrumento mixolídio, o timbre de sua afinação tem sido aumentado ao longo dos anos. A partir de 1970, tornou-se padrão a afinação em 444Hz (sendo o normal para instrumentos sonoros em torno dos 440Hz); isso garante um maior "brilho" nas notas, tornando-se mais estridentes.
Também, a partir da década de 1990, diversos aparatos modernos facilitaram em diversos aspectos o uso do instrumento. Esses artigos hoje passam a ser disponíveis para outros modelos de gaita, especialmente a gaita galega. Dentre eles, destacam-se: 
- válvulas para assoprador: a substituir as antigas lingüetas de borracha;
- retentores de umidade: serpentinas presas ao assoprador, a fim de reduzir a umidade produzida pelo fôlego do gaiteiro (o que prolonga a vida útil do fole e palhetas), e posteriormente passando a haver retentores e válvulas em peça única;
- foles sintéticos: inicialmente de látex e posteriormente de gore-tex®, substituindo os antigos foles de couro de cabra, oferecendo uma vida útil maior e evitando o chamado "mal do gaiteiro" (infecção dos pulmões por fungos e bactérias cultivadas no ambiente úmido do fole), havendo hoje em dia modelos com fecho ecler (o que facilita o acesso interno do fole);
- estabilizadores de bordões: espécie de válvulas que impedem um excesso de ar nos palhões, ao mesmo tempo que exige uma pressão mínima a soá-las, o que facilita um ataque e corte precisos da música, além de evitar a variação tonal dos bordões;
- palhões sintéticos: a substituir os antigos palhões de cana, de vida útil maior e afinação mais fácil e estável.

A madeira utilizada hoje em dia é, na maioria das vezes, o jacarandá-africano. Contudo, nem sempre o foi assim, e ainda é possível encontrar boas gaitas construídas em madeiras mais claras, como a de buxo e de cerejeira.

### Afinação e digitação
A cantadeira da gaita das Highlands tem hoje sua nota fundamental (ou tonal) afinada em lá 444Hz, enquanto sua nota sensível afina-se em sol. Isso é uma peculiaridade dessa gaita, visto que a diferença entre a nota sensível e a tonal da grande maioria das outras gaitas-de-fole dá-se em meio tom, e não num tom inteiro. Outra característica sua é a de ser uma das únicas gaitas-de-fole mixolídias (senão a única). Por meio duma digitação semi-fechada, é possível soar uma oitava não-cromática na cantadeira. Por fim, os bordões tenores e baixo soam em lá, respectivamente, uma oitava e duas oitavas abaixo da cantadeira.